# Brójce (Lubusz)
Pour les articles homonymes, voir Brójce.
Brójce (prononciation : [ˈbrui̯t͡sɛ]) est un village polonais de la gmina de Trzciel dans le powiat de Międzyrzecz de la voïvodie de Lubusz dans l'ouest de la Pologne.
Il se situe à environ 17 kilomètres au nord de Trzciel (siège de la gmina), 18 kilomètres au sud de Międzyrzecz (siège du powiat), 54 kilomètres au nord-est de Zielona Góra (siège de la diétine régionale) et 56 kilomètres au sud-est de Gorzów Wielkopolski (capitale de la voïvodie).
Le village compte approximativement une population de 1050 habitants.

## Histoire
Avant 1945, ce village est dans l'arrondissement de Meseritz dans le Royaume de Prusse dans la province de Brandebourg sous le nom de Brätz. (voir Évolution territoriale de la Pologne)
De 1975 à 1998, le village appartenait administrativement à la voïvodie de Gorzów .

Depuis 1999, il appartient administrativement à la voïvodie de Lubusz